# هجوم كفار عزة
هجوم كفار عزة هو هجوم بري شنته قوات كتائب القسام على مستوطنة كفار عزة في 7 أكتوبر 2023 اليوم الأول من عملية طوفان الأقصى، حيث اقتاد مسلحو الجناح العسكري لحركة حماس بعض الأسرى الإسرائيليين الى قطاع غزة.

## خلفية
مستوطنة كفار عزة هي مستوطنة إسرائيلية تقع على بعد 5 كيلومترات من قطاع غزة بين مستوطنتي نتيفوت وسديروت ويبلغ عدد سكانها 765 نسمة وهي تحت إدارة مجلس سعرة النقب الإقليمي.

## الهجوم
وقع الهجوم في اليوم الأول من عملية طوفان الأقصى في إحدى التجمعات الزراعية الواقعة على بعد 3 كيلومترات من قطاع غزة. ونشر الإعلام العسكري لكتائب القسام فيديو لعملية تجاوز مقاتلي القسام سياج المستوطنة وإقتحامها وتداخلات عسكرية مع القوات الإسرائيلية من المسافة صفر أدت إلى قتل وأسر جنود إسرائيليين.